# 71000 Х'юдаунс
71000 Х'юдаунс (71000 Hughdowns) — астероїд головного поясу, відкритий 7 грудня 1999 року.
Тіссеранів параметр щодо Юпітера — 3,322.